# Sibghatullah Shah Rashidi
Sibghatullah Shah Rashidi II (en ourdou : صبغت الله شاه راشدي شهيد) est un chef spirituel du mouvement soufi Hurs basé dans la province du Sind. Il est le sixième « Pir Pagaro » et est en fonction durant la lutte pour l'indépendance vis-à-vis de la puissance coloniale. Il a ainsi été victime de la répression britannique.
Shah Rashidi II a joué un important rôle, étant donné son influence dans le Sind, pour orienter les nationalistes sindis vers le mouvement pour le Pakistan. Alors que ses partisans s'engagent dans une lutte violente contre le pouvoir, Shah Rashidi est pendu par les Britanniques dans la prison centrale d'Hyderabad en 1943.